# Melincourt
Melincourt ist eine Gemeinde im französischen Département Haute-Saône in der Region Bourgogne-Franche-Comté.

## Geographie
Melincourt liegt auf einer Höhe von 258 m über dem Meeresspiegel, fünf Kilometer südöstlich von Vauvillers und etwa 30 Kilometer nördlich der Stadt Vesoul (Luftlinie). Das Dorf erstreckt sich im nördlichen Teil des Départements, auf einer Anhöhe über der Mündung des Ruisseau de Horsfontaine in die Superbe.
Die Fläche des 14,98 km² großen Gemeindegebiets umfasst einen Abschnitt in der leicht gewellten Landschaft östlich des oberen Saônetals. Von Nordosten nach Südwesten wird das Gebiet von der Alluvialniederung der Superbe durchquert, die für die Entwässerung zur Saône sorgt. Die Talebene liegt durchschnittlich auf 250 m und weist eine Breite von ungefähr einem Kilometer auf. Auf dem Gebiet von Melincourt nimmt die Superbe von Norden her den Ruisseau de Horsfontaine auf.
Flankiert wird die Niederung auf beiden Seiten von Hochflächen, die auf rund 290 m liegen. Landwirtschaftliche Nutzung herrscht hier vor. Nördlich des Dorfes steigt das Plateau leicht an zum Haut de Saussis (311 m) und zum Höhenrücken von Vauvillers. Die östliche Abgrenzung verläuft über die Kuppe von Girefontaine. Mit 328 m wird hier die höchste Erhebung von Melincourt erreicht. Mit einem schmalen Zipfel erstreckt sich das Gemeindeareal südwärts in die ausgedehnten Waldungen von Grand Bois und Bois de l'Étang und bis zur Anhöhe des Mont d’Olivette (bis 310 m). In geologisch-tektonischer Hinsicht besteht das Gelände aus Muschelkalk der mittleren Trias. An verschiedenen Orten, insbesondere im südlichen Gemeindeteil, treten auch sandig-mergelige und kalkige Sedimente zutage, die während der Lias (Unterjura) abgelagert wurden.
Nachbargemeinden von Melincourt sind Vauvillers und Mailleroncourt-Saint-Pancras im Norden, Girefontaine und Jasney im Osten, Dampierre-lès-Conflans und Saint-Rémy-en-Comté im Süden sowie Anchenoncourt-et-Chazel, Polaincourt-et-Clairefontaine und Montdoré im Westen.

## Geschichte
Überreste eines römischen Verkehrsweges, der von Luxeuil nach Langres führte, weisen auf eine frühe Begehung und Besiedlung des Gebietes hin. Erstmals urkundlich erwähnt wird Melincourt im 12. Jahrhundert. Im Mittelalter gehörte das Dorf zur Freigrafschaft Burgund und darin zum Gebiet des Bailliage d’Amont. Zusammen mit der Franche-Comté gelangte der Ort mit dem Frieden von Nimwegen 1678 definitiv an Frankreich.

## Sehenswürdigkeiten
|  |  |

Die Kirche Saint-Germain zeigt Bausubstanz aus verschiedenen Epochen. Der Chorraum stammt aus dem 14. Jahrhundert, während das Schiff im 16. Jahrhundert neu erbaut wurde; die Fassade wurde im 19. Jahrhundert hergerichtet. Zur Ausstattung gehören ein Taufbecken im gotischen Flamboyantstil und Mobiliar aus dem 18. Jahrhundert. Eine Seitenkapelle bildete früher die Schlosskapelle.
Der ehemalige Herrschaftssitz aus dem 14./15. Jahrhundert wurde in ein Bauernhaus umgewandelt. Das Lavoir, das zur Straße hin sieben Arkadenbogen besitzt, wurde 1840 errichtet und diente einst als Waschhaus und Viehtränke. Zu den weiteren Sehenswürdigkeiten zählen zwei Kalvarienberge (18. Jahrhundert), Überreste der ehemaligen Befestigung und eine fünfbogige Steinbrücke (1866 restauriert) über die Superbe.

## Bevölkerung
| Jahr                       | 1962 | 1968 | 1975 | 1982 | 1990 | 1999 | 2006 |
| Einwohner                  | 286  | 306  | 284  | 240  | 233  | 233  | 257  |
| Quellen: Cassini und INSEE |      |      |      |      |      |      |      |

Mit 221 Einwohnern (1. Januar 2022) gehört Melincourt zu den kleinen Gemeinden des Département Haute-Saône. Nachdem die Einwohnerzahl in der ersten Hälfte des 20. Jahrhunderts deutlich abgenommen hatte (1886 wurden noch 549 Personen gezählt), wurden seit Beginn der 1980er Jahre nur noch geringe Schwankungen verzeichnet.

## Wirtschaft und Infrastruktur
Melincourt war bis weit ins 20. Jahrhundert hinein ein vorwiegend durch die Landwirtschaft (Ackerbau, Weinbau und Viehzucht) und die Forstwirtschaft geprägtes Dorf. Heute gibt es einige Betriebe des lokalen Kleingewerbes, darunter ein Unternehmen des Transportwesens. In den letzten Jahrzehnten hat sich das Dorf zu einer Wohngemeinde gewandelt. Viele Erwerbstätige sind deshalb Wegpendler, die in den größeren Ortschaften der Umgebung ihrer Arbeit nachgehen.
Die Ortschaft liegt abseits der größeren Durchgangsachsen an einer Departementsstraße, die von Vauvillers nach Conflans-sur-Lanterne führt. Weitere Straßenverbindungen bestehen mit Saint-Remy, Polaincourt und Mailleroncourt-Saint-Pancras.